# Цудик
Цудик — село в Рутульском районе, республике Дагестан. Входит в Мюхрекское сельское поселение.

## Географическое положение
Расположено на южном склоне Самурского хребта на реке Мюхрек-Чай (бассейн Кара-Самура), в 20 км северо-западнее районного центра села Рутул.

## История
Село возникло в 1970 году путем переселения 11 хозяйств колхоза «Красный Партизан» села Мюхрек на свои земли в местность Цудик. Официально образовано указом ПВС ДАССР от 17.08.1989 г. До этой даты село считалось одним из кварталов села Мюхрек.

## Население
| 2002 | 2010 | 2021 |
| ---- | ---- | ---- |
| 506  | ↘401 | ↗442 |

Моноэтническое рутульское село.